# Ардејл (Ајова)
Ардејл (енгл. Aredale) град је у америчкој савезној држави Ајова. По попису становништва из 2010. у њему је живело 74 становника.

## Демографија
Према попису становништва из 2010. у граду је живело 74 становника, што је -15 (-16.9%) становника више него 2000. године.
| Група             | 2000.      | 2010.      |
| Белци             | 88 (98,9%) | 73 (98,6%) |
| Афроамериканци    | 0 (0,0%)   | 0 (0,0%)   |
| Азијати           | 0 (0,0%)   | 0 (0,0%)   |
| Хиспаноамериканци | 0 (0,0%)   | 1 (1,4%)   |
| Укупно            | 89         | 74         |